# بارينغتون بلغريف
بارينغتون بلغريف (بالإنجليزية: Barrington Belgrave)‏ هو لاعب كرة قدم بريطاني في مركز الهجوم، ولد في 16 سبتمبر 1980 في بيدفورد في المملكة المتحدة. لعب مع سانت نيوتس تاون ونادي بليموث أرجايل ونادي ساوثيند يونايتد ونادي فارنبوروه ونادي ليويس ويوفل تاون.

## وصلات خارجية
- بارينغتون بلغريف على موقع قاعدة بيانات كرة القدم.إي يو (الإنجليزية)
- بارينغتون بلغريف على موقع Soccerbase.com (لاعب) (الإنجليزية)